# Ligueil
Ligueil és un municipi francès, situat al departament de l'Indre i Loira i a la regió de Centre – Vall del Loira. L'any 2007 tenia 2.175 habitants.

## Demografia

### Població
El 2007 la població de fet de Ligueil era de 2.175 persones. Hi havia 846 famílies, de les quals 273 eren unipersonals (101 homes vivint sols i 172 dones vivint soles), 339 parelles sense fills, 203 parelles amb fills i 31 famílies monoparentals amb fills.
La població ha evolucionat segons el següent gràfic:
Habitants censats

### Habitatges
El 2007 hi havia 1.029 habitatges, 861 eren l'habitatge principal de la família, 51 eren segones residències i 117 estaven desocupats. 890 eren cases i 133 eren apartaments. Dels 861 habitatges principals, 581 estaven ocupats pels seus propietaris, 264 estaven llogats i ocupats pels llogaters i 16 estaven cedits a títol gratuït; 11 tenien una cambra, 57 en tenien dues, 221 en tenien tres, 273 en tenien quatre i 299 en tenien cinc o més. 571 habitatges disposaven pel capbaix d'una plaça de pàrquing. A 434 habitatges hi havia un automòbil i a 275 n'hi havia dos o més.

### Piràmide de població
La piràmide de població per edats i sexe el 2009 era:
| Homes | Edats   | Dones |
| ----- | ------- | ----- |
| 4     | 95 o +  | 16    |
| 8     | 90 a 94 | 24    |
| 32    | 85 a 89 | 64    |
| 8     | 80 a 84 | 44    |
| 32    | 75 a 79 | 56    |
| 88    | 70 a 74 | 72    |
| 116   | 65 a 69 | 104   |
| 52    | 60 a 64 | 64    |
| 44    | 55 a 59 | 56    |
| 72    | 50 a 54 | 56    |
| 72    | 45 a 49 | 56    |
| 88    | 40 a 44 | 76    |
| 80    | 35 a 39 | 84    |
| 64    | 30 a 34 | 48    |
| 48    | 25 a 29 | 56    |
| 32    | 20 a 24 | 28    |
| 52    | 15 a 19 | 32    |
| 60    | 10 a 14 | 68    |
| 60    | 5 a 9   | 48    |
| 32    | 0 a 4   | 56    |

## Economia
El 2007 la població en edat de treballar era de 1.163 persones, 817 eren actives i 346 eren inactives. De les 817 persones actives 743 estaven ocupades (412 homes i 331 dones) i 74 estaven aturades (38 homes i 36 dones). De les 346 persones inactives 157 estaven jubilades, 69 estaven estudiant i 120 estaven classificades com a «altres inactius».

### Ingressos
El 2009 a Ligueil hi havia 898 unitats fiscals que integraven 2.023,5 persones, la mediana anual d'ingressos fiscals per persona era de 15.502 €.

### Activitats econòmiques
Dels 113 establiments que hi havia el 2007, 1 era d'una empresa extractiva, 5 d'empreses alimentàries, 8 d'empreses de fabricació d'altres productes industrials, 14 d'empreses de construcció, 27 d'empreses de comerç i reparació d'automòbils, 4 d'empreses de transport, 8 d'empreses d'hostatgeria i restauració, 2 d'empreses d'informació i comunicació, 5 d'empreses financeres, 2 d'empreses immobiliàries, 9 d'empreses de serveis, 22 d'entitats de l'administració pública i 6 d'empreses classificades com a «altres activitats de serveis».
Dels 39 establiments de servei als particulars que hi havia el 2009, 1 era una oficina d'administració d'Hisenda pública, 1 gendarmeria, 1 oficina de correu, 3 oficines bancàries, 1 funerària, 5 tallers de reparació d'automòbils i de material agrícola, 1 autoescola, 1 paleta, 3 guixaires pintors, 3 fusteries, 4 lampisteries, 1 electricista, 1 empresa de construcció, 3 perruqueries, 1 veterinari, 6 restaurants, 1 agència immobiliària, 1 tintoreria i 1 saló de bellesa.
Dels 11 establiments comercials que hi havia el 2009, 1 era un hipermercat, 1 una botiga de més de 120 m², 2 fleques, 3 carnisseries, 1 una peixateria, 1 una botiga d'equipament de la llar i 2 floristeries.
L'any 2000 a Ligueil hi havia 33 explotacions agrícoles que ocupaven un total de 1.095 hectàrees.

## Equipaments sanitaris i escolars
El 2009 hi havia 2 farmàcies i 2 ambulàncies.
El 2009 hi havia 1 escola maternal i 2 escoles elementals. Ligueil disposava d'un col·legi d'educació secundària amb 315 alumnes.

## Poblacions més properes
El següent diagrama mostra les poblacions més properes.